# Rame sur pneus SNCF
Les rames sur pneus françaises sont trois rames formées par six voitures voyageurs et dont le but était l'expérimentation de rames rapides montées sur des roues avec pneumatiques (ou pneurail) et l'allègement maximum des voitures sans compromettre la sécurité. Il s'agissait aussi d'une voie de recherche pour la modernisation des trains drapeaux.
Mises en service de janvier à septembre 1949 sur Paris — Strasbourg, elles sont transférées en octobre 1952 sur Paris — Bâle. Elles cessent de circuler en octobre 1952 pour l'une d'elles, accidentée, et en juin 1956 pour les deux autres, réformées.

## Genèse
Ces rames, dont l'idée remonte à 1939, ont été construites de 1948 à 1949 à la suite de la Seconde Guerre mondiale. Pour viabiliser le projet des essais furent entrepris avec trois remorques provenant de micheline type 23 démotorisées dans les environs de Clermont-Ferrand. À la suite de cela il fut conclu que des bogies disposant de cinq essieux étaient le maximum toléré pour ne pas gêner l'inscription en courbes serrées et que le poids à vide des futures voitures devait avoisiner les 15 t. Ces contraintes sont d'autant plus impératives que la résistance au roulement des pneumatiques était de deux à trois fois supérieure à la roue acier classique.

## Description et technique
Les rames furent au nombre de trois et utilisaient différents types de construction.
- la société Carel Fouché dans son usine d'Aubevoye et Gaillon réalisa la première (RM 1) en faisant usage d'acier inoxydable avec l'utilisation du procédé Budd (cette société était seule détentrice de la licence d'utilisation). Les caisses formaient un ensemble tubulaire et l'épaisseur des tôles variait de 0,4 mm à 2 mm. La masse à vide de cette rame était de 90,500 t.
- la CIMT - Compagnie industrielle de matériel de transport de Bordeaux réalisa la deuxième rame (RM 2) en s'inspirant des rames formées de deux et trois éléments de la Compagnie des chemins de fer du Nord et en utilisant des tôles en alliage d'aluminium de type Duralinox. On obtint ainsi une rame dont la masse à vide était de 85,730 t, ce qui en faisait la plus légère des trois.
- la société Brissonneau et Lotz dans son usine de Creil réalisa la troisième rame (RM 3) sous les directives de la société Chausson (spécialisée dans la construction d'autocars et d'autobus) en utilisant de l'acier doux à grand allongement. Avec une masse à vide de 93,160 t, cette rame était la plus lourde des trois.

La longueur des chaudrons était toujours la même avec 23,180 m.
Les bogies à cinq essieux étaient tous identiques avec des pneumatiques de marque et de brevet Michelin gonflés à 9 bars avec des galets de sécurité montés aux quatre angles pour le cas où les pneumatiques se dégonfleraient mais les incidents de ce type restèrent exceptionnels. En outre un dispositif de contrôle électrique signalait tout incident à l'agent d'accompagnement situé dans le local à bagages ; celui-ci parcourait alors la rame à la recherche d'un voyant rouge éteint dans la voiture incriminée. Enfin, chaque voiture disposait d'une roue de secours. Les pneumatiques prévus pour rouler 60 000 km ont pu tenir le double mais l'évolution des technologies et l'introduction de la carcasse métallique les ont rendus plus résistants. Chaque pneu supportait un poids maximal d'une tonne. Quatre patins métalliques par bogie prenaient appui sur le rail et assuraient le shuntage des circuits de voie.
Le calcul de la charge de ces trains n'était pas soumis à la réglementation générale SNCF. On admettait un poids forfaitaire de 15 tonnes par voiture, soit pour les six voitures un poids total roulant de 90 tonnes. Mais de fait le poids total roulant tracté était compté pour un équivalent de 300 tonnes, afin de tenir compte de la résistance au roulement plus élevée des pneumatiques par rapport à des roues en acier. Si le silence de roulement de ces rames était apprécié de la clientèle, des vibrations verticales dues à l'élasticité de pneus se faisaient sentir.
Le freinage des rames se faisait par des freins à tambour avec une transmission oléopneumatique du type Lockheed mais l'action était toujours effectuée par de l'air comprimé. L'accouplement des voitures était réalisé par un attelage central de type semi-automatique, constituant ainsi une rame indéformable. Cet attelage était relié à une batterie de quatre amortisseurs Bibax (autre brevet Michelin) en série pouvant absorber une compression de 2 tonnes. Cette protection contre les chocs était renforcée par la présence, sur les dossiers des voitures, de deux pneumatiques gonflés à 4 bars et pouvant aussi absorber une compression de 2 tonnes.

## Utilisation et service
La composition de ces rames indéformables était la suivante :
- 1 voiture de 2e classe/fourgon : BDmyi 193 à 195, de 48 places,
- 2 voitures de 2e classe : Bmyi 187 à 192, de 64 places,
- 1 voiture-restaurant : WRmyi 196 à 198, permettant de servir 48 voyageurs à chaque service,
- 1 voiture de 1re classe/bar : ASmyi 184 à 186, de 27  places,
- 1 voiture de 1re classe : Amyi 181 à 183, de 46 places.

Le nombre total de places offertes était donc de 249, dont 176 en 2e classe et 73 en 1re classe.
Après différents essais sur la ligne Gaillon-Rouen, la première rame fut présentée en gare de Paris-Est en octobre 1948 et poursuivit ses essais jusqu'à sa mise en service commercial en janvier 1949 ; l'inquiétude sur le bon franchissement des aiguillages par les bogies à la technologie complexe avait été dissipée. La livraison de la deuxième rame en juin 1949 permit à la région Est de lancer une relation Paris-Strasbourg et la livraison en septembre de la même année de la troisième rame permit d'assurer un service de qualité avec une rame de réserve.

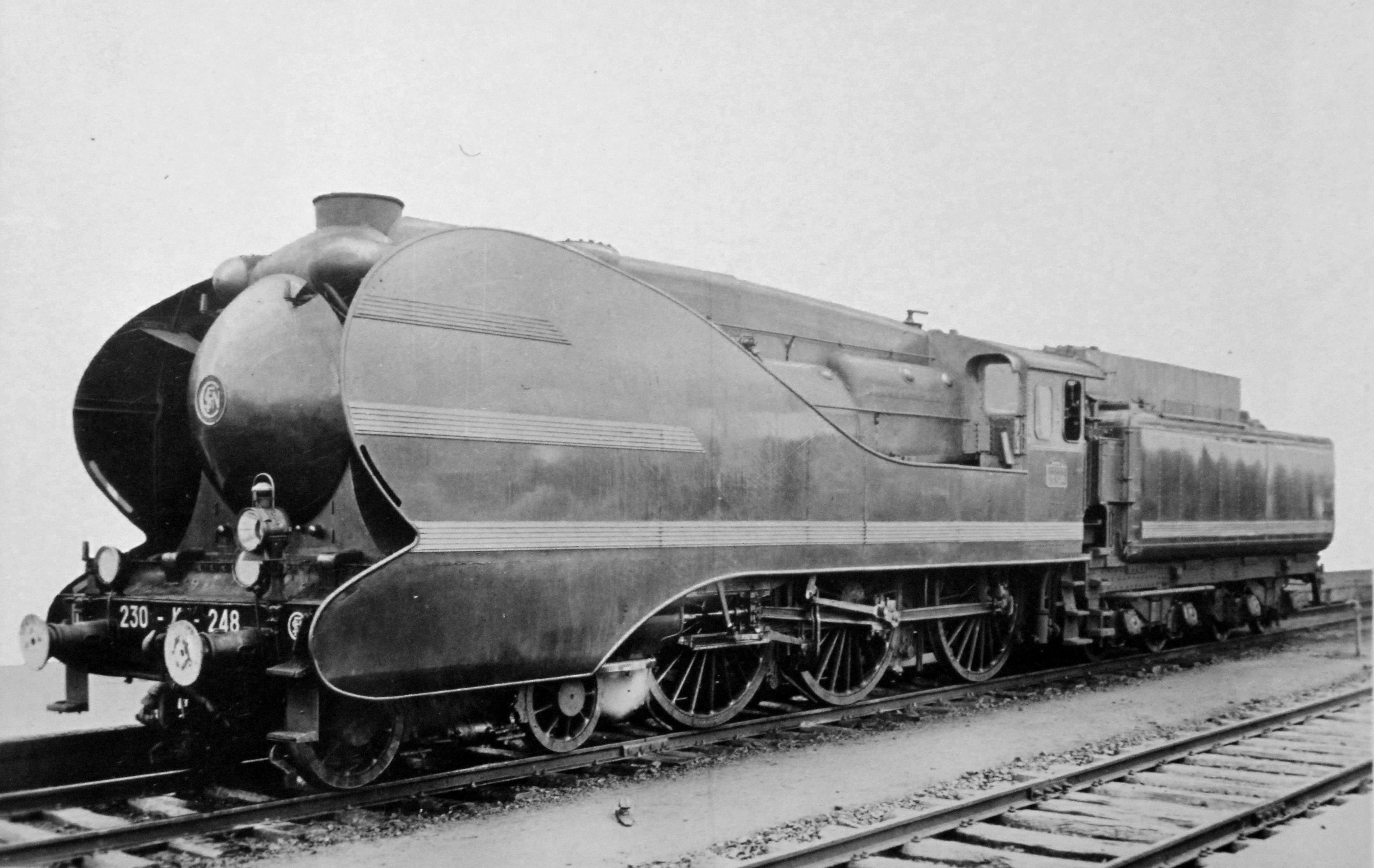
Une 1-230 K carénée.

La traction de ces rames était assurée par les douze 1-230 K modifiées dépendant du dépôt de Hausbergen. Ces locomotives étaient toutes alimentées au fioul et non au charbon ; elles avaient reçu un carénage et, après plusieurs essais non concluants, une peinture bleue avec des bandes décoratives en aluminium se prolongeant sur le tender qui leur valut le surnom de « Baleines bleues ».
Très vite cependant, le succès aidant, la capacité de 73 places de 1re classe et de 176 places de 2e classe devint insuffisante et justifia leur affectation à la liaison Paris-Mulhouse-Bâle, en remplacement des rames TAR regroupées sur la région Nord. Il était en effet impossible d'ajouter des voitures classiques à la composition de ces rames expérimentales. La vitesse limite sur le parcours Paris-Bâle était de 120 km/h et la vitesse commerciale sur la totalité du parcours était de 95,3 km/h ; la résistance des pneus au roulement se traduisait toutefois par une consommation de carburant importante.
Le 21 octobre 1952, la deuxième rame fut gravement endommagée lors d'un déraillement à Nogent-sur-Marne à l'entrée du viaduc sur la Marne. Elle ne fut pas jugée réparable et radiée des effectifs. En 1953 les 230 K jugées un peu faibles furent remplacées par des 231 K de Paris à Troyes et des 231 C de Troyes à Bâle.
En juin 1956, à la mise en application du service d'été, la décision d'arrêter les deux rames encore en circulation fut prise à la suite d'une usure des éléments liée à la légèreté de construction et à une remise en état jugée trop onéreuse ; ces deux rames ont parcouru chacune plus de 1,2 million de km. Le principe des rames sur pneus et l'allègement extrême des voitures n'ont plus été retenus pour les constructions ultérieures.
| rame | constructeur        | matériau         | masse à vide (t) | première circulation | dernière circulation |
| ---- | ------------------- | ---------------- | ---------------- | -------------------- | -------------------- |
| RM 1 | Carel Fouché        | acier inoxydable | 90,500           | 3 janvier 1949       | 3 juin 1956          |
| RM 2 | CIMT                | alliage léger    | 85,730           | juin 1949            | 21 octobre 1952      |
| RM 3 | Brissonneau et Lotz | acier ordinaire  | 93,160           | septembre 1949       | 3 juin 1956          |

## Préservation au titre du patrimoine

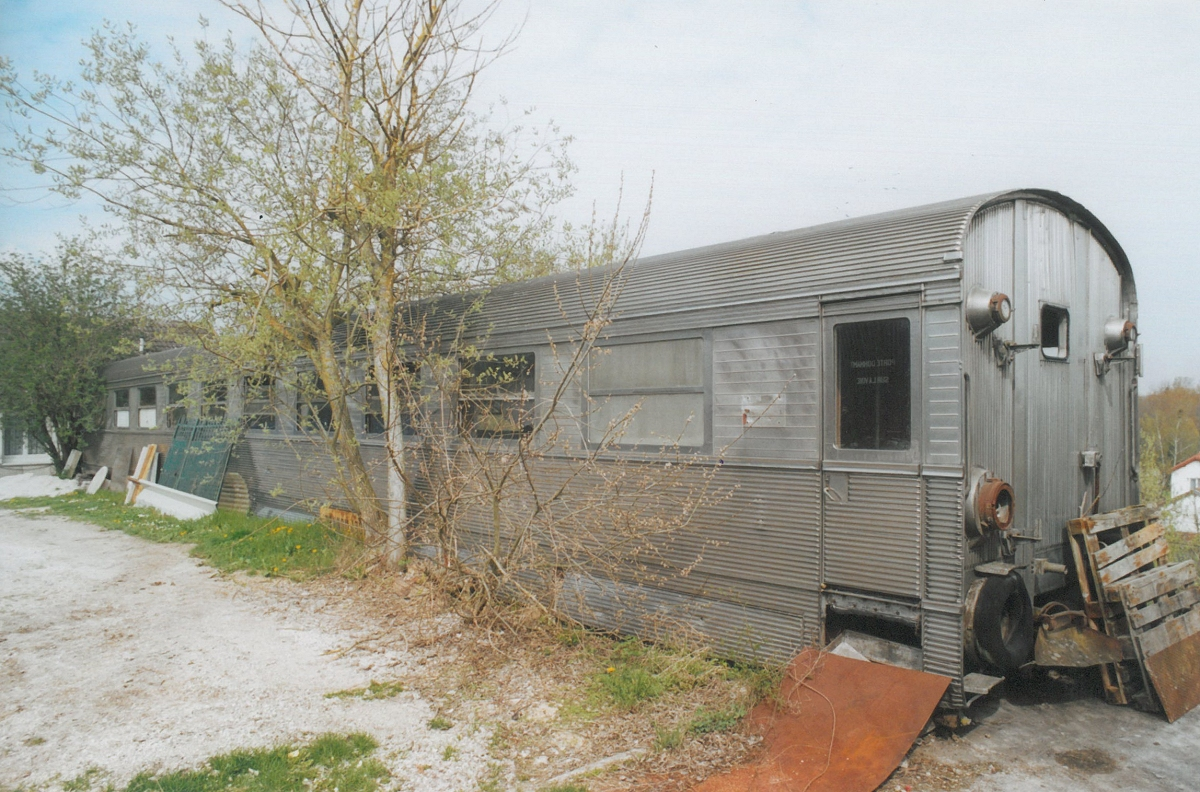
Caisse de la voiture Amyi 181 de la RM 1 (avril 2006).

Lors du retrait du service commercial, certaines voitures ont été conservées par la SNCF comme véhicules de service, abritant entre autres des magasins de l'économat.
Après réforme définitive du parc de service la voiture de 1re classe d'extrémité de la rame en inox a été préservée de la destruction pour figurer dans la collection du futur musée du chemin de fer mais en définitive seul un bogie fut conservé pour figurer dans la collection de la Cité du train à Mulhouse.
En 2006 la caisse de cette voiture existait toujours près de Romilly-sur-Seine transformée en abri de jardin, en bordure de la voie ferrée Paris - Mulhouse. Elle a depuis disparu.

## Modélisme
Les rames RM 1 (acier inoxydable), RM 2 (alliage léger) et RM3 (acier ordinaire) sont proposées par Est-Modèles à l'échelle HO.